# OR5R1
OR5R1 (англ. Olfactory receptor family 5 subfamily R member 1 (gene/pseudogene)) – білок, який кодується однойменним геном, розташованим у людей на короткому плечі 11-ї хромосоми. Довжина поліпептидного ланцюга білка становить 324 амінокислот, а молекулярна маса — 36 708.
| 10         |  | 20         |  | 30         |  | 40         |  | 50         |
| ---------- |  | ---------- |  | ---------- |  | ---------- |  | ---------- |
| MAEVNIIYVT |  | VFILKGITNR |  | PELQAPCFGV |  | FLVIYLVTVL |  | GNLGLITLIK |
| IDTRLHTPMY |  | YFLSHLAFVD |  | LCYSSAITPK |  | MMVNFVVERN |  | TIPFHACATQ |
| LGCFLTFMIT |  | ECFLLASMAY |  | DCYVAICSPL |  | HYSTLMSRRV |  | CIQLVAVPYI |
| YSFLVALFHT |  | VITFRLTYCG |  | PNLINHFYCD |  | DLPFLALSCS |  | DTHMKEILIF |
| AFAGFDMISS |  | SSIVLTSYIF |  | IIAAILRIRS |  | TQGQHKAIST |  | CGSHMVTVTI |
| FYGTLIFMYL |  | QPKSNHSLDT |  | DKMASVFYTV |  | VIPMLNPLIY |  | SLRNKEVKDA |
| SKKALDKGCE |  | NLQILTFLKI |  | RKLY       |  |            |  |            |

A: Аланін

C: Цистеїн

D: Аспарагінова кислота

E: Глутамінова кислота

F: Фенілаланін

G: Гліцин

H: Гістидин

I: Ізолейцин

K: Лізин

L: Лейцин

M: Метіонін

N: Аспарагін

P: Пролін

Q: Глутамін

R: Аргінін

S: Серин

T: Треонін

V: Валін

Кодований геном білок за функціями належить до рецепторів, g-білокспряжених рецепторів, білків внутрішньоклітинного сигналінгу. 
Локалізований у клітинній мембрані, мембрані.